# Stazione di Urbisaglia-Sforzacosta
La stazione di Urbisaglia-Sforzacosta è una fermata ferroviaria posta sulla linea Civitanova Marche-Fabriano. Sita nel centro abitato di Sforzacosta, frazione del comune di Macerata, serve anche il territorio comunale di Urbisaglia.
Precedentemente nota come Urbisaglia, nel 1948 ha assunto la denominazione attuale.